# كأس سلوفينيا 2014–15
كأس سلوفينيا 2014–15 (بالإيطالية: Pokal Nogometne zveze Slovenije 2014-2015)‏ هو الموسم 24 من كأس سلوفينيا. أقيم خلال الفترة 19 أغسطس 2014 وحتى 20 مايو 2015، وأشرف على تنظيمه اتحاد سلوفينيا لكرة القدم، وكان عدد الأندية المشاركة فيه 28، وفاز فيه نادي كوبر.